# Geoffrey Kipsang
Geoffrey Kamworor Kipsang (ur. 22 listopada 1992) – kenijski lekkoatleta specjalizujący się w biegach długodystansowych.
W 2011 sięgnął po złoto w biegu juniorów oraz rywalizacji drużynowej podczas mistrzostw świata w biegach przełajowych. Złoty i srebrny medalista światowego czempionatu w półmaratonie (2014). Dwukrotny medalista mistrzostw świata w biegach przełajowych w Guiyangu (2015). W tym samym roku zdobył srebrny medal w biegu na 10 000 metrów podczas mistrzostw świata w Pekinie. Podwójny złoty medalista mistrzostw świata w półmaratonie z 2016. Złoty i srebrny medalista mistrzostw świata w biegach przełajowych (2017).
Złoty medalista mistrzostw Kenii.
Rekordy życiowe: bieg na 5000 metrów – 12:59,98 (28 maja 2016, Eugene); bieg na 10 000 metrów – 26:52,65 (29 maja 2015, Eugene); półmaraton – 58:01 (15 września 2019, Kopenhaga) rekord świata; maraton – 2:06:12 (30 września 2012, Berlin).

## Osiągnięcia
| Rok  | Impreza                                   | Miejsce        | Konkurencja            | Lokata      | Wynik    |
| ---- | ----------------------------------------- | -------------- | ---------------------- | ----------- | -------- |
| 2011 | Mistrzostwa świata w biegach przełajowych | Punta Umbría   | bieg juniorów          | 1. miejsce  | 22:21    |
| 2011 | Mistrzostwa świata w biegach przełajowych | Punta Umbría   | drużyna juniorów       | 1. miejsce  |          |
| 2014 | Mistrzostwa świata w półmaratonie         | Kopenhaga      | półmaraton             | 1. miejsce  | 59:08    |
| 2014 | Mistrzostwa świata w półmaratonie         | Kopenhaga      | półmaraton (drużynowo) | 2. miejsce  |          |
| 2015 | Mistrzostwa świata w biegach przełajowych | Guiyang        | bieg seniorów          | 1. miejsce  | 34:52    |
| 2015 | Mistrzostwa świata w biegach przełajowych | Guiyang        | drużyna seniorów       | 2. miejsce  |          |
| 2015 | Mistrzostwa świata                        | Pekin          | bieg na 10 000 metrów  | 2. miejsce  | 27:01,76 |
| 2016 | Mistrzostwa świata w półmaratonie         | Cardiff        | półmaraton             | 1. miejsce  | 59:10    |
| 2016 | Mistrzostwa świata w półmaratonie         | Cardiff        | półmaraton (drużynowo) | 1. miejsce  |          |
| 2016 | Igrzyska olimpijskie                      | Rio de Janeiro | bieg na 10 000 metrów  | 11. miejsce | 27:31,94 |
| 2017 | Mistrzostwa świata w biegach przełajowych | Kampala        | bieg seniorów          | 1. miejsce  | 28:24    |
| 2017 | Mistrzostwa świata w biegach przełajowych | Kampala        | drużyna seniorów       | 2. miejsce  |          |
| 2017 | Mistrzostwa świata                        | Londyn         | bieg na 10 000 metrów  | 6. miejsce  | 26:57,77 |
| 2018 | Mistrzostwa świata w półmaratonie         | Walencja       | półmaraton             | 1. miejsce  | 1:00:02  |
| 2018 | Mistrzostwa świata w półmaratonie         | Walencja       | półmaraton (drużynowo) | 2. miejsce  |          |
| 2019 | Mistrzostwa świata w biegach przełajowych | Aarhus         | bieg seniorów          | 3. miejsce  | 31:55    |
| 2019 | Mistrzostwa świata w biegach przełajowych | Aarhus         | drużyna seniorów       | 2. miejsce  |          |
| 2022 | Mistrzostwa świata                        | Eugene         | maraton                | 5. miejsce  | 2:07:14  |